# St. Jakob (Wildenreuth)
Die Simultanpfarrkirche St. Jakob ist eine Simultankirche in Wildenreuth, einem Ortsteil der Stadt Erbendorf in der nördlichen Oberpfalz. Sie ist die einzige Kirche im Landkreis Tirschenreuth, die noch von der katholischen und evangelischen Gemeinde genutzt wird.

## Geschichte und Beschreibung
Die heutige Kirche von Wildenreuth entstand, nachdem die alte Kirche in den Jahren 1808 bis 1810 vollständig bis auf den Turm abbrannte und neu erbaut werden musste. Wegen finanzieller Probleme wurde das neue Bauwerk jedoch erst 1832 vollendet. Zu dieser Zeit erhielt der Kirchturm sein Pyramidendach. Beim großen Brand von Wildenreuth im Jahr 1851 entstand beträchtlicher Schaden an der Ausstattung, in dessen Folge der Altar neu gefasst wurde.
Im Westen der Kirche schließt sich der Kirchturm an, der älteste Teil des Kirchengebäudes, zu erkennen an der Jahreszahl 1698, die an der Nordseite angebracht ist. Der Saalbau verfügt über eine zweigeschossige Empore und einen halbrund geschlossenem Chorraum. Langhaus und Altarraum sind von einem Tonnengewölbe mit Stichkappen über den Fenstern überspannt.
Der mit Bandelwerkormanet verzierte Altar von St. Jakob stammt aus der Paulanerkirche in Amberg und ist wahrscheinlich um das Jahr 1730 entstanden. Das Altarbild ist 1860 entstanden und zeigt die Auferstehung Christi, das kleinere Bild oberhalb zeigt das Abendmahl Jesu. Über den Säulen befinden sich zwei Putten als einige Figuren auf dem Altar.
Die Kanzel aus dem frühen 19. Jahrhundert befindet sich an der Westseite der Kirche und zeigt auf dem Schalldeckel das Wappen der Familie Podewils-Lindenfels. In der Südwand des Chores ist ein Quarz-Grabstein des 1669 verstorbenen Johann Ernst von Podewils eingelassen.